# Zwolsche Boys in het seizoen 1954/55
Het seizoen 1954/1955 was het 38e jaar in het bestaan van de Zwolse voetbalclub Zwolsche Boys. De club kwam uit in de Eerste klasse A en eindigde daarin op de 12e plaats, dit betekende dat de club in het nieuwe seizoen uitkwam op het één-na-hoogste voetbalniveau.

## Wedstrijdstatistieken

### Eerste klasse B (afgebroken)
| 1e speelronde                                     | Ajax                                                                                  | 5 – 1         | Zwolsche Boys                                            |
| 5 september 1954 Plaats: Amsterdam De Meer        | Klaas Bakker –', 59', 65' Gerard van Dijk 77' Piet Burgers 88'                        |               | Theo Heidenrijk                                          |
| 2e speelronde                                     | N.E.C.                                                                                | 1 – 0 (1 – 0) | Zwolsche Boys                                            |
| 12 september 1954 Plaats: Nijmegen Goffertstadion | Teun Willemse 17'                                                                     |               |                                                          |
| 3e speelronde                                     | Zwolsche Boys                                                                         | 2 – 1 (2 – 1) | Heracles                                                 |
| 19 september 1954 Plaats: Zwolle De Vrolijkheid   | Jacob Jansen 1' Henk Wolf 26'                                                         |               | 19' Henk de Olde                                         |
| 4e speelronde                                     | Stormvogels                                                                           | 1 – 1 (1 – 0) | Zwolsche Boys                                            |
| 26 september 1954 Plaats: IJmuiden Schoonenberg   | Jan Luppens 26'                                                                       |               | 63' Gerrit Dijkslag                                      |
| 5e speelronde                                     | Zwolsche Boys                                                                         | 2 – 1 (0 – 1) | Rigtersbleek                                             |
| 3 oktober 1954 Plaats: Zwolle De Vrolijkheid      | Dick van de Velde 65' Henk Wolf 83'                                                   |               | 12' Gerrit Trooster                                      |
| 6e speelronde                                     | Zwolsche Boys                                                                         | 3 – 3 (2 – 2) | Go Ahead                                                 |
| 10 oktober 1954 Plaats: Zwolle De Vrolijkheid     | Theo Heidenrijk 3' Gerrit Tardy 5' Anne van de Berg 64'                               |               | 14' Tonny van Gelder 25' Abse Kolkman 52' Tonny Hulsegge |
| 7e speelronde                                     | DOS                                                                                   | 7 – 1 (3 – 1) | Zwolsche Boys                                            |
| 17 oktober 1954 Plaats: Utrecht Galgenwaard       | Tonny van der Linden 6', 9', 15' Cor Luiten 55', 75' Dirk Lammers 59' Gerrit Krommert |               | 7' Anne van de Berg                                      |
| 8e speelronde                                     | Zwolsche Boys                                                                         | 0 – 1 (0 – 0) | De Volewijckers                                          |
| 31 oktober 1954 Plaats: Zwolle De Vrolijkheid     |                                                                                       |               | 57' Dirk de Ruiter                                       |
| 9e speelronde                                     | Zwolsche Boys                                                                         | 1 – 2 (0 – 0) | EDO                                                      |
| 14 november 1954 Plaats: Zwolle De Vrolijkheid    | Gerrit Tardy 70'                                                                      |               | 80' Hans Spiers 90' Henk van Roodselaar                  |

### Eerste klasse A
| 1e speelronde                                                              | Zwolsche Boys                                                                           | 0 – 5 (0 – 1) | Holland Sport                                                                   |
| 28 november 1954 Plaats: Zwolle De Vrolijkheid Toeschouwers: 9.000         |                                                                                         |               | 4' Henk Schouten 66', 70' Mick Clavan 72', 88' Bertus de Harder                 |
| 2e speelronde                                                              | LONGA                                                                                   | 7 – 2 (2 – 0) | Zwolsche Boys                                                                   |
| 5 december 1954 Plaats: Tilburg Aan de spoorbrug Toeschouwers: 2.500       | Lambert de Kort 7', 58' Cees van Hout 30', –', 68', 82' Harrie de Kort 46'              |               | 60' (e.d.) Cees Massuger 70' Anne van de Berg                                   |
| 3e speelronde                                                              | Zwolsche Boys                                                                           | 5 – 0 (1 – 0) | Veendam                                                                         |
| 12 december 1954 Plaats: Zwolle De Vrolijkheid Toeschouwers: 2.500         | Henk Scholten 20' Eef ter Bruggen 60' Dick van de Velde 65', 67', 87'                   |               |                                                                                 |
| 4e speelronde                                                              | Amsterdam                                                                               | 1 – 2 (1 – 1) | Zwolsche Boys                                                                   |
| 19 december 1954 Plaats: Amsterdam Olympisch Stadion Toeschouwers: 12.000  | Wim Tjepkema 41'                                                                        |               | 29' Henk de Kleine 51' Dick van de Velde                                        |
| 5e speelronde                                                              | Go Ahead                                                                                | 0 – 0         | Zwolsche Boys                                                                   |
| 2 januari 1955 Plaats: Deventer Vetkampstraat Toeschouwers: 5.000          |                                                                                         |               |                                                                                 |
| 6e speelronde                                                              | Zwolsche Boys                                                                           | 0 – 3 (0 – 1) | MVV                                                                             |
| 9 januari 1955 Plaats: Zwolle De Vrolijkheid Toeschouwers: 1.800           |                                                                                         |               | 3', 68' Albert Ummels 71' Fons van Wissen                                       |
| 7e speelronde                                                              | Roda Sport                                                                              | 1 – 4 (? – ?) | Zwolsche Boys                                                                   |
| 16 januari 1955 Plaats: Kerkrade Jonkerbergstraat Toeschouwers: 2.500      | Frans Rutten                                                                            |               | 8' Eef ter Bruggen 24' Gerrit Dijkslag –' (pen.) Anne van de Berg Henk Scholten |
| 8e speelronde                                                              | Zwolsche Boys                                                                           | 1 – 4 (1 – 0) | DOS                                                                             |
| 23 januari 1955 Plaats: Zwolle De Vrolijkheid Toeschouwers: 3.000          | Dick van de Velde 14'                                                                   |               | 51', 58', 73' Dirk Lammers 70' Tonny van der Linden                             |
| 9e speelronde                                                              | NAC                                                                                     | 3 – 1 (2 – 1) | Zwolsche Boys                                                                   |
| 30 januari 1955 Plaats: Breda Beatrixstraat Toeschouwers: 6.000            | Jan van Hoogenhuizen 31' Leo Canjels 41' Kees Bruyninckx 88'                            |               | 15' Theo Heidenrijk                                                             |
| 10e speelronde                                                             | Zwolsche Boys                                                                           | 1 – 1 (0 – 1) | Leeuwarden                                                                      |
| 6 februari 1955 Plaats: Zwolle De Vrolijkheid Toeschouwers: 3.500          | Dick van de Velde 52'                                                                   |               | 13' Kees van der Leij                                                           |
| 11e speelronde                                                             | Holland Sport                                                                           | 0 – 0         | Zwolsche Boys                                                                   |
| 6 maart 1955 Plaats: Scheveningen Houtrust Toeschouwers: 16.000            |                                                                                         |               |                                                                                 |
| 12e speelronde                                                             | Zwolsche Boys                                                                           | 1 – 2 (0 – 1) | Excelsior                                                                       |
| 12 maart 1955 Plaats: Zwolle De Vrolijkheid Toeschouwers: 2.000            | Arend Gerrits 82'                                                                       |               | 33' Lo Dörr 77' Nol Braams                                                      |
| 13e speelronde                                                             | Veendam                                                                                 | 2 – 1 (0 – 0) | Zwolsche Boys                                                                   |
| 27 maart 1955 Plaats: Veendam De Langeleegte Toeschouwers: 2.000           | Max Rosies 65' Jan Walburg 77'                                                          |               | 63' Gerrit Tardy                                                                |
| 14e speelronde                                                             | Zwolsche Boys                                                                           | 1 – 0 (0 – 0) | Roda Sport                                                                      |
| 11 april 1955 Plaats: Zwolle De Vrolijkheid Toeschouwers: 4.000            | Jan Stegeman 82'                                                                        |               |                                                                                 |
| 15e speelronde                                                             | Zwolsche Boys                                                                           | 0 – 2 (0 – 1) | Amsterdam                                                                       |
| 17 april 1955 Plaats: Zwolle De Vrolijkheid Toeschouwers: 6.000            |                                                                                         |               | 9' Hannie Tolmeijer 90' Cor Brom                                                |
| 16e speelronde                                                             | Zwolsche Boys                                                                           | 1 – 2 (1 – 1) | Emma                                                                            |
| 23 april 1955 Plaats: Zwolle De Vrolijkheid Toeschouwers: 4.500            | Arend Gerrits 37'                                                                       |               | 3' Cor van der Gijp 73' Wim van der Gijp                                        |
| 17e speelronde                                                             | Emma                                                                                    | 1 – 1 (1 – 1) | Zwolsche Boys                                                                   |
| 24 april 1955 Plaats: Dordrecht Reeweg Toeschouwers: 2.000                 | Freek van der Gijp 35'                                                                  |               | 7' Roelof Hofman                                                                |
| 18e speelronde                                                             | Zwolsche Boys                                                                           | 1 – 4 (1 – 2) | LONGA                                                                           |
| 30 april 1955 Plaats: Zwolle De Vrolijkheid Toeschouwers: 3.000            | Arend Gerrits 34'                                                                       |               | 18' Wim van Diessen –', 50' Leo Villevoye 70' De Kort                           |
| 19e speelronde                                                             | Zwolsche Boys                                                                           | 3 – 1 (1 – 0) | Go Ahead                                                                        |
| 8 mei 1955 Plaats: Zwolle De Vrolijkheid Toeschouwers: 3.500               | Arend Gerrits 14' Gerrit Dijkslag 60' Gerrit Tardy 87'                                  |               | 74' Jan ten Wolde                                                               |
| 20e speelronde                                                             | MVV                                                                                     | 4 – 1 (1 – 0) | Zwolsche Boys                                                                   |
| 15 mei 1955 Plaats: Maastricht De Boschpoort Toeschouwers: 4.000           | Harrie van 't Hoofd 23' Harrie Verdonschot 68' Jeu van Bun 59' (pen.) Albert Ummels 71' |               | Anne van de Berg                                                                |
| 21e speelronde                                                             | DOS                                                                                     | 6 – 1 (2 – 1) | Zwolsche Boys                                                                   |
| 22 mei 1955 Plaats: Utrecht Galgenwaard Toeschouwers: 6.000                | Tonny van der Linden 20', 22', 74' Dirk Lammers 64', 88'} Gerrit Krommert 80'           |               | 28' (e.d.) Toon Westbroek                                                       |
| 22e speelronde                                                             | Stormvogels                                                                             | 0 – 0         | Zwolsche Boys                                                                   |
| 28 mei 1955 Plaats: IJmuiden Schoonenberg Toeschouwers: 2.000              |                                                                                         |               |                                                                                 |
| 23e speelronde                                                             | Zwolsche Boys                                                                           | 0 – 3 (0 – 1) | Stormvogels                                                                     |
| 30 mei 1955 Plaats: Zwolle De Vrolijkheid Toeschouwers: 2.000              |                                                                                         |               | 23' Gouke van der Meer 75' Jan Snoeks 79' Ben Freriks                           |
| 24e speelronde                                                             | Zwolsche Boys                                                                           | 0 – 1 (0 – 0) | NAC                                                                             |
| 5 juni 1955 Plaats: Zwolle De Vrolijkheid Toeschouwers: 1.200              |                                                                                         |               | 82' Jan van Hoogenhuizen                                                        |
| 25e speelronde                                                             | Leeuwarden                                                                              | 3 – 2 (1 – ?) | Zwolsche Boys                                                                   |
| 12 juni 1955 Plaats: Leeuwarden Gemeentelijk Sportpark Toeschouwers: 3.000 | Kees van der Leij 6', 62' Jan Hoekema 68'                                               |               | 15', –' Dick van de Velde                                                       |
| 26e speelronde                                                             | Excelsior                                                                               | 3 – 2 (2 – 0) | Zwolsche Boys                                                                   |
| 18 juni 1955 Plaats: Rotterdam Woudestein Toeschouwers: 2.500              | Lo Dörr 6' Wim Kilsdonk 16' Gerrie den Hartog 64'                                       |               | 70', 71' Theo Heidenrijk                                                        |

## Statistieken Zwolsche Boys 1954/1955

### Eindstand Zwolsche Boys in de Nederlandse Eerste klasse B 1954 / 1955 (afgebroken)
| Stand | Gespeeld | Gewonnen | Gelijk | Verloren | Punten | Doelpunten voor | Doelpunten tegen |
| ----- | -------- | -------- | ------ | -------- | ------ | --------------- | ---------------- |
| 11e   | 9        | 2        | 2      | 5        | 6      | 11              | 22               |

#### Topscorers
| Eerste klasse (afgebroken) \| # \| Naam \| \| \| ------ \| ----------------- \| -- \| \| 1. \| Anne van de Berg \| 2 \| \| 1. \| Theo Heidenrijk \| 2 \| \| 1. \| Gerrit Tardy \| 2 \| \| 1. \| Henk Wolf \| 2 \| \| 5. \| Gerrit Dijkslag \| 1 \| \| 5. \| Jacob Jansen \| 1 \| \| 5. \| Dick van de Velde \| 1 \| \| Totaal \| Totaal \| 11 \| |                   |      |
| # | Naam              | Goal |
| 1. | Anne van de Berg  | 2    |
| 1. | Theo Heidenrijk   | 2    |
| 1. | Gerrit Tardy      | 2    |
| 1. | Henk Wolf         | 2    |
| 5. | Gerrit Dijkslag   | 1    |
| 5. | Jacob Jansen      | 1    |
| 5. | Dick van de Velde | 1    |
| Totaal | Totaal            | 11   |

#### Punten per tegenstander
|       | Ajax | Be Quick | DOS | EDO | Enschedese Boys | Go Ahead | Heracles | N.E.C. | Rigtersbleek | Stormvogels | Veendam | De Volewijckers |
| ----- | ---- | -------- | --- | --- | --------------- | -------- | -------- | ------ | ------------ | ----------- | ------- | --------------- |
| Thuis | –    | –        | –   | 0   | –               | 1        | 2        | –      | 2            | –           | –       | 0               |
| Uit   | 0    | –        | 0   | –   | –               | –        | –        | 0      | –            | 1           | –       | –               |

#### Doelpunten per tegenstander
|       | Ajax | Be Quick | DOS | EDO | Enschedese Boys | Go Ahead | Heracles | N.E.C. | Rigtersbleek | Stormvogels | Veendam | De Volewijckers | Totaal |
| ----- | ---- | -------- | --- | --- | --------------- | -------- | -------- | ------ | ------------ | ----------- | ------- | --------------- | ------ |
| Thuis | –    | –        | –   | 1   | –               | 3        | 2        | –      | 2            | –           | –       | 0               | 8      |
| Uit   | 1    | –        | 1   | –   | –               | –        | –        | 0      | –            | 1           | –       | –               | 3      |
|       |      |          |     |     |                 |          |          |        |              |             |         |                 | 11     |

### Eindstand Zwolsche Boys in de Nederlandse Eerste klasse A 1954 / 1955
| Stand | Gespeeld | Gewonnen | Gelijk | Verloren | Punten | Doelpunten voor | Doelpunten tegen |
| ----- | -------- | -------- | ------ | -------- | ------ | --------------- | ---------------- |
| 12e   | 26       | 5        | 5      | 16       | 15     | 31              | 59               |

#### Topscorers
| Eerste klasse \| # \| Naam \| \| \| ---------------- \| --------------------- \| -- \| \| 1. \| Dick van de Velde \| 8 \| \| 2. \| Arend Gerrits \| 4 \| \| 3. \| Anne van de Berg \| 3 \| \| 3. \| Theo Heidenrijk \| 3 \| \| 5. \| Eef ter Bruggen \| 2 \| \| 5. \| Gerrit Dijkslag \| 2 \| \| 5. \| Henk Scholten \| 2 \| \| 5. \| Gerrit Tardy \| 2 \| \| 9. \| Roelof Hofman \| 1 \| \| 9. \| Henk de Kleine \| 1 \| \| 9. \| Jan Stegeman \| 1 \| \| Eigen doelpunten \| \| \| \| 1. \| Cees Massuger (LONGA) \| 1 \| \| 1. \| Toon Westbroek (DOS) \| 1 \| \| Totaal \| Totaal \| 31 \| |                       |      |
| # | Naam                  | Goal |
| 1. | Dick van de Velde     | 8    |
| 2. | Arend Gerrits         | 4    |
| 3. | Anne van de Berg      | 3    |
| 3. | Theo Heidenrijk       | 3    |
| 5. | Eef ter Bruggen       | 2    |
| 5. | Gerrit Dijkslag       | 2    |
| 5. | Henk Scholten         | 2    |
| 5. | Gerrit Tardy          | 2    |
| 9. | Roelof Hofman         | 1    |
| 9. | Henk de Kleine        | 1    |
| 9. | Jan Stegeman          | 1    |
| Eigen doelpunten |                       |      |
| 1. | Cees Massuger (LONGA) | 1    |
| 1. | Toon Westbroek (DOS)  | 1    |
| Totaal | Totaal                | 31   |

#### Punten per tegenstander
|       | Amsterdam | DOS | Emma | Excelsior | Go Ahead | Holland Sport | Leeuwarden | LONGA | MVV | NAC | Roda Sport | Stormvogels | Veendam |
| ----- | --------- | --- | ---- | --------- | -------- | ------------- | ---------- | ----- | --- | --- | ---------- | ----------- | ------- |
| Thuis | 0         | 0   | 0    | 0         | 2        | 0             | 1          | 0     | 0   | 0   | 2          | 0           | 2       |
| Uit   | 2         | 0   | 1    | 0         | 1        | 1             | 0          | 0     | 0   | 0   | 2          | 1           | 0       |

#### Doelpunten per tegenstander
|       | Amsterdam | DOS | Emma | Excelsior | Go Ahead | Holland Sport | Leeuwarden | LONGA | MVV | NAC | Roda Sport | Stormvogels | Veendam | Totaal |
| ----- | --------- | --- | ---- | --------- | -------- | ------------- | ---------- | ----- | --- | --- | ---------- | ----------- | ------- | ------ |
| Thuis | 0         | 1   | 1    | 1         | 3        | 0             | 1          | 1     | 0   | 0   | 1          | 0           | 5       | 14     |
| Uit   | 2         | 1   | 1    | 2         | 0        | 0             | 2          | 2     | 1   | 1   | 4          | 0           | 1       | 17     |
|       |           |     |      |           |          |               |            |       |     |     |            |             | 31      |        |